# Tiroler Wasserkraft Arena Innsbruck
Die Tiroler Wasserkraft Arena ist eine Eissporthalle in Innsbruck, Österreich. Die Arena gehört zu einem Komplex mehrerer Sport- und Veranstaltungsstätten in Innsbruck namens OlympiaWorld Innsbruck. Dazu gehören unter anderem die Olympiahalle Innsbruck, das Fußballstadion Tivoli-Neu oder die Olympia Eiskanal Igls. 
Die Tiroler Wasserkraft Arena wurde anlässlich der Eishockey-Weltmeisterschaft 2005 in rund 15 Monaten gebaut. Die Arena bietet 3058 Tribünenplätze, davon sind 1428 Stehplätze und ist für Eissportarten wie Eishockey, Eiskunstlauf, Curling, Shorttrack oder Eisstockschießen konzipiert, aber auch Ballsportarten, Kampfsport, Boxen, Ringen oder Indoorklettern sind möglich.
Die Halle befindet sich direkt neben der größeren, 1964 eingeweihten Olympiahalle Innsbruck. Diese wurde im Hinblick auf das Eishockeyturnier gleichzeitig mit dem Bau der neuen Halle renoviert.
Der HC Innsbruck trägt hier seit 2005 seine Heimspiele in der Österreichischen Eishockey-Liga aus. Die große Halle nebenan wird nur noch bei Bedarf zu Play-off-Spielen genutzt.
In der Saison 2022/23 wurde die Arena für die Heimspiele des HC Innsbruck auf mehr als 3500 Plätze aufgestockt. Diese Erweiterung der Kapazität fand durch zusätzliche Tribünen statt, die hinter der Nordtribüne angebracht wurden.